# ブロンズ新社
株式会社ブロンズ新社（ぶろんずしんしゃ）は、東京都渋谷区にある出版社である。国内作家の絵本、海外の翻訳絵本、エコをテーマにしたライフスタイル本などの実用書を中心に、年間20数点の新刊を刊行。1990年（平成2年）、『らくがき絵本』、『子どもたちが地球を救う50の方法』発行を契機に、絵本とエコブックを主な柱としている。ボローニアのブックフェアへ出展し、日本の絵本作家を世界に紹介。ロゴマークは、宇野亜喜良デザイン。
2023年、「「今という時代」に絵本という形で見事に応答した出版活動」が高く評価され、第19回出版梓会新聞社学芸文化賞を授与される1。

## 主な出版物
- 「らくがき絵本」シリーズ（五味太郎）
- 「くまのがっこう」シリーズ（あだちなみ/絵　あいはらひろゆき/文）
- 「リサとガスパール」シリーズ（アン・グットマン/文　ゲオルグ・ハレンスレーベン/絵　石津ちひろ/訳）
- 『ビロードのうさぎ』（酒井駒子）
- 「だるまさん」シリーズ（かがくいひろし）
- 「しごとば」シリーズ（鈴木のりたけ）
- 「フェリックスの手紙」シリーズ（アネッテ・ランゲン／話　コンスタンツァ・ドローブ／絵　栗栖カイ／訳）
- 『串田劇場』（串田和美）
- 『メルシーフランス』（山本ゆりこ）
- 『重曹大事典』（佐光紀子）